# Canton de Conliège
Le canton de Conliège est une ancienne division administrative française, située dans le département du Jura et la région Bourgogne-Franche-Comté.

## Administration

### Conseillers d'arrondissement (de 1833 à 1940)
| Période                                  | Période | Identité                          | Étiquette | Qualité |
| ---------------------------------------- | ------- | --------------------------------- | --------- | --- |
| 1833                                     | 1836    | M. Roussel                        |           | Greffier de la justice de paix à Conliège                                                                   |
|                                          |         |                                   |           | |
| 1842                                     | 1848    | Claude Étienne Buchin (1791-1877) |           | Juge de paix à Conliège                                                                                     |
|                                          |         |                                   |           | |
| av.1892                                  |         | M. Vulpillat                      |           | |
|                                          |         |                                   |           | |
| 1919                                     | 1925    | Charles Verne (1858-1925)         | Rad.      | Instituteur en retraite, maire de Conliège                                                                  |
| 1925                                     | 1928    | Charles Nachon                    | Rad.      | Négociant Maire de Conliège                                                                                 |
| 9 décembre 1928                          | 1940    | Arthur Verpillat (1875-1940)      | Rad.      | Agriculteur à Publy                                                                                         |
| 1940                                     |         |                                   |           | Les conseils d'arrondissement ont été suspendus par la loi du 12 octobre 1940 et n'ont jamais été réactivés |
| Les données manquantes sont à compléter. |         |                                   |           | |

### Conseillers généraux de 1833 à 2015
| Période | Période      | Identité                                                               | Étiquette             | Qualité |
| ------- | ------------ | ---------------------------------------------------------------------- | --------------------- | --- |
| 1833    | 1836 (décès) | Baron Désiré de Lampinet (1769-1836)                                   |                       | Propriétaire à Conliège |
| 1836    | 1842         | Claude Jean-Baptiste Chevillard (1766-1853)                            |                       | Sous-intendant militaire retraité, maire de Vevy |
| 1842    | 1845         | Jean-Baptiste Lupicin Emile Chevillard (1800-1865) (fils du précédent) |                       | Avocat à Lons-le-Saunier |
| 1845    | 1848         |                                                                        |                       | |
| 1848    | 1861         | Jean-Baptiste Regnault-Meaulmin                                        |                       | Juge au Tribunal civil de Lons-le-Saunier Ancien conseiller général du Canton des Bouchoux                                                                                              |
| 1861    | 1871         | Paul Guérillot                                                         |                       | Propriétaire, ancien Sous-inspecteur des forêts |
| 1871    | 1883         | Adolphe Lelièvre                                                       | Républicain           | Avocat Député (1876-1885) Sénateur (1888-1906) |
| 1883    | 1922 (décès) | Charles Léon Garnier                                                   | Républicain puis Rad. | Propriétaire et marchand de vins Maire de Crançot |
| 1922    | 1928         | Charles Ethevenaux                                                     | Candidat agricole     | Cultivateur à Montaigu |
| 1928    | 1940         | Charles Nachon (1897-1989)                                             | Rad.                  | Négociant Maire de Conliège, conseiller d'arrondissement |
|         |              |                                                                        |                       | |
| 1945    | 1951         | Marcel Renaud                                                          | Rad.                  | Instituteur à Crançot |
| 1951    | 1964         | Louis Nachon (frère de Ch.Nachon)                                      | Rad.-RGR              | Négociant en vins à Conliège Député (1936-1942) |
| 1964    | 1970         | Albert Gasne (1914-1975)                                               | CD                    | Maire de Saint-Maur |
| 1970    | 1976         | Hubert Barraux (1926-2013)                                             | RI                    | Menuisier, chef d'entreprise Maire de Poids-de-Fiole |
| 1976    | 1982         | René Colin                                                             | PS                    | Professeur d'Histoire-Géographie, principal de collège, professeur d'Ecole Normale, Saint-Claude                                                                                        |
| 1982    | 1986 (décès) | Louis Barthélemy (1920-1986)                                           | UDF                   | Maire de Perrigny |
| 1987    | 1994         | Christian Winkelmann                                                   | RPR                   | Chirurgien-dentiste Maire de Conliège |
| 1994    | 2006 (décès) | Alain Brune                                                            | PS                    | Professeur de sciences et techniques économiques Député de 1981 à 1993 Maire de Conliège de 1995 à 2006 Résident à Vatagna Ancien conseiller général du canton de Sellières (1979-1992) |
| 2006    | 2008         | Etienne Garnier                                                        | DVG                   | Chef d'entreprise Maire de Crançot |
| 2008    | 2015         | Dominique Chalumeaux                                                   | UMP                   | Agriculteur à Verges Président de la FDSEA puis de la Chambre d'Agriculture du Jura Elu en 2015 dans le Canton de Poligny                                                               |

## Composition
Le canton de Conliège était composé des dix-sept communes suivantes :
| Nom                  | Code Insee | Intercommunalité                           | Superficie (km2) | Population (dernière pop. légale) | Densité (hab./km2) |
| -------------------- | ---------- | ------------------------------------------ | ---------------- | --------------------------------- | ------------------ |
| Conliège (chef-lieu) | 39164      | CA Espace communautaire Lons Agglomération | 6,05             | 686 (2014)                        | 113                |
| Blye                 | 39058      | CC Terre d'Émeraude Communauté             | 10,76            | 164 (2014)                        | 15                 |
| Briod                | 39079      | CA Espace communautaire Lons Agglomération | 4,04             | 209 (2014)                        | 52                 |
| Châtillon            | 39122      | CC Terre d'Émeraude Communauté             | 16,77            | 143 (2014)                        | 8,5                |
| Courbette            | 39168      | CC Terre d'Émeraude Communauté             | 2,65             | 49 (2014)                         | 18                 |
| Crançot              | 39177      | CC des Coteaux de la Haute Seille          | 14,37            | 605 (2013)                        | 42                 |
| Mirebel              | 39332      | Espace Communautaire Lons Agglomération    | 16,63            | 247 (2013)                        | 15                 |
| Montaigu             | 39348      | CA Espace communautaire Lons Agglomération | 7,10             | 467 (2014)                        | 66                 |
| Nogna                | 39390      | CC Terre d'Émeraude Communauté             | 6,11             | 284 (2014)                        | 46                 |
| Pannessières         | 39404      | CA Espace communautaire Lons Agglomération | 5,35             | 468 (2014)                        | 87                 |
| Perrigny             | 39411      | CA Espace communautaire Lons Agglomération | 8,89             | 1 529 (2014)                      | 172                |
| Poids-de-Fiole       | 39431      | CC Terre d'Émeraude Communauté             | 6,49             | 324 (2014)                        | 50                 |
| Publy                | 39445      | CA Espace communautaire Lons Agglomération | 15,18            | 283 (2014)                        | 19                 |
| Revigny              | 39458      | CA Espace communautaire Lons Agglomération | 6,51             | 253 (2014)                        | 39                 |
| Saint-Maur           | 39492      | CC Terre d'Émeraude Communauté             | 6,50             | 227 (2014)                        | 35                 |
| Verges               | 39550      | CA Espace communautaire Lons Agglomération | 6,16             | 195 (2014)                        | 32                 |
| Vevy                 | 39558      | CA Espace communautaire Lons Agglomération | 9,62             | 250 (2014)                        | 26                 |

## Démographie
| 1962  | 1968  | 1975  | 1982  | 1990  | 1999  | 2006  | 2011  | 2012  |
| ----- | ----- | ----- | ----- | ----- | ----- | ----- | ----- | ----- |
| 5 554 | 5 671 | 5 745 | 6 096 | 6 053 | 6 060 | 6 125 | 6 321 | 6 360 |